# Staatsstraße 2238
Die Staatsstraße 2238 verbindet Hilpoltstein über Freystadt mit Neumarkt, sowie die Stadt Amberg über Hirschau, Kohlberg und Etzenricht mit der Stadt Weiden, wo sie als Umgehungsstraße fungiert.

## Straßenverlauf

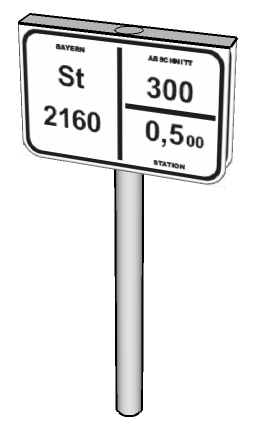

Die Staatsstraße 2238 besteht aus 2 Teilen, da sie auf 51 Kilometern von der Bundesstraße 299 unterbrochen wird.

### Hilpoltstein – Neumarkt
Dieser Streckenabschnitt ist 26 Kilometer lang und beginnt nahe dem Stadtzentrum von Hilpoltstein. Von hier aus verläuft sie durch Solar hindurch und an Jahrsdorf vorbei zur Bundesautobahn 9 mit der Auffahrt Hilpoltstein. Im weiteren Verlauf passiert sie Sindersdorf und Meckenhausen, bevor sie den Main-Donau-Kanal überquert. Nun läuft sie über Michlbach nach Freystadt. Diese Stadt wird mit einer Umgehungsstraße umfahren. Nun verläuft sie über Röckersbühl nach Berngau, bevor sie in Neumarkt von der Bundesstraße 299 ersetzt wird.

### Amberg – Weiden
Der Abschnitt ist insgesamt 35 Kilometer lang und beginnt im Amberger Norden an der Bundesstraße 299 nahe dem Stadtteil Ammersricht. Von hier aus verläuft die Straße nordöstlich an Bernricht vorbei zum neu gebauten Kreisverkehr bei Immenstetten. Im 7 Kilometer entfernten Hirschau, verläuft sie für 1,5 Kilometer auf der Bundesstraße 14. Im weiteren Verlauf umgeht sie Schnaittenbach, Kohlberg und Etzenricht. In Weiden wird sie, nachdem sie die A 93 passiert hat zur Süd-Ost-Tangente. Diese fungiert als Umgehungsstraße und endet an der Bundesstraße 22 im Weidener Osten. Eine Verlängerung ist in Planung.

#### Ausbaustufe
Die Staatsstraße 2238 ist in diesem Abschnitt zweispurig ausgebaut. Die Stadt Hirschau ist der einzige Ort, durch den sie läuft. Alle anderen Städte und Dörfer umfährt sie. Dafür gibt es Umgehungsstraßen in den Orten Ammersricht, Kohlberg, Etzenricht und der Stadt Weiden. Kreisverkehre gibt es nur einen, Kreuzungen und Einmündungen jedoch umso mehr. Auffahrten existieren in Schnaittenbach, Kohlberg und Etzenricht. Diese sind jedoch meist nur einseitig, weshalb trotzdem eine gewisse Kreuzung entsteht.

## Bilder

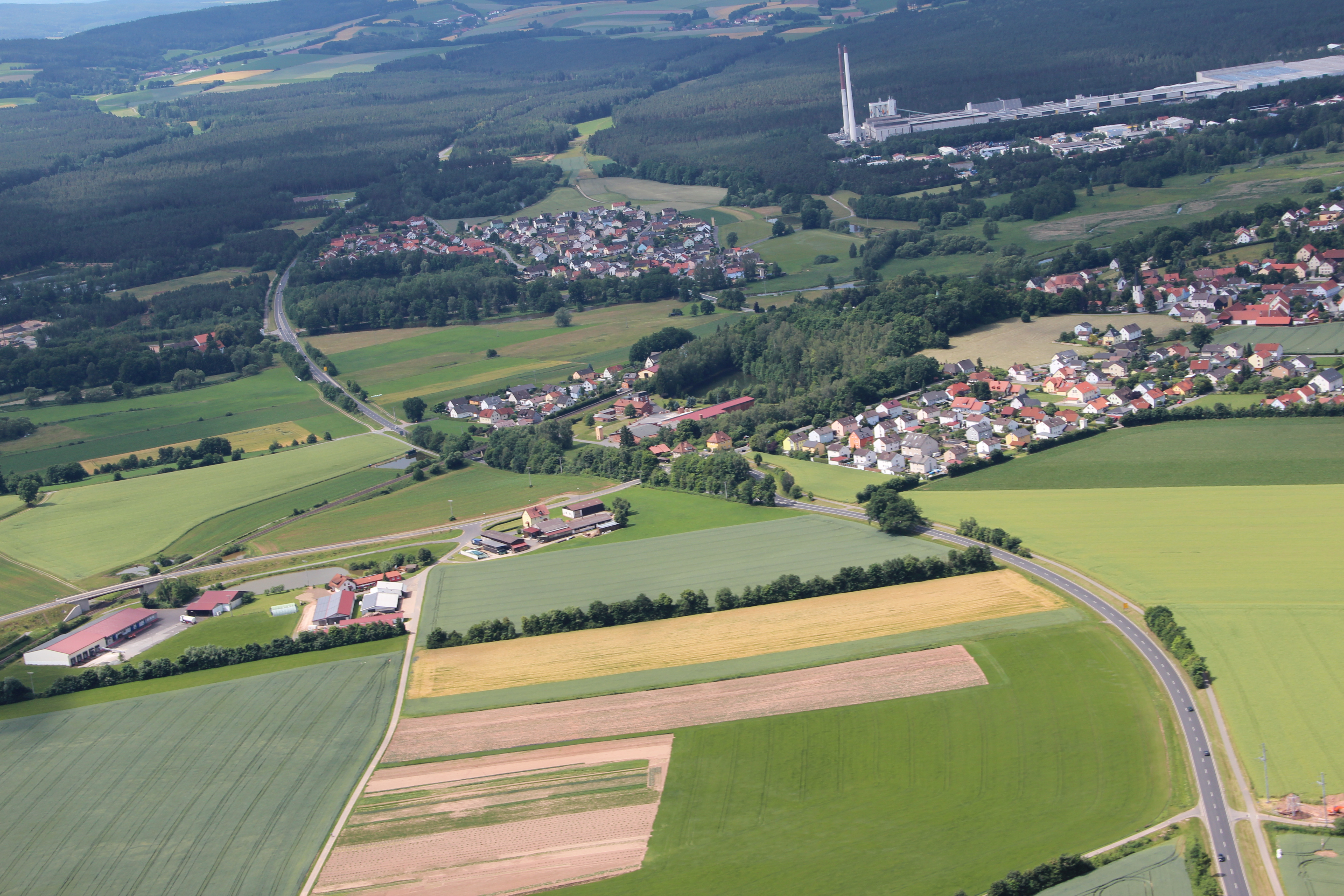
Die Staatsstraße 2238 bei Etzenricht.